# Bardiani CSF/Saison 2017
Diese Liste beschreibt die Mannschaft und die Erfolge des Radsportteams Bardiani CSF in der Saison 2017.

## Erfolge in der UCI America Tour
In der Saison 2017 gelangen dem Team nachstehende Erfolge in der UCI America Tour.
| Datum     | Rennen                 | Kat. | Sieger         |
| --------- | ---------------------- | ---- | -------------- |
| 5. August | 6. Etappe Tour of Utah | 2.HC | Giulio Ciccone |

## Erfolge in der UCI Asia Tour
In der Saison 2017 gelangen dem Team nachstehende Erfolge in der UCI Asia Tour.
| Datum       | Rennen                     | Kat. | Sieger        |
| ----------- | -------------------------- | ---- | ------------- |
| 27. Februar | 6. Etappe Tour de Langkawi | 2.HC | Enrico Barbin |

## Erfolge in der UCI Europe Tour
In der Saison 2017 gelangen dem Team nachstehende Erfolge in der UCI Europe Tour.
| Datum     | Rennen                       | Kat. | Sieger         |
| --------- | ---------------------------- | ---- | -------------- |
| 20. April | 3. Etappe Kroatien-Rundfahrt | 2.1  | Nicola Ruffoni |
| 21. April | 4. Etappe Kroatien-Rundfahrt | 2.1  | Nicola Ruffoni |

## Zugänge – Abgänge
| Zugänge           | Team 2016                   | Abgänge                    | Team 2017      |
| ----------------- | --------------------------- | -------------------------- | -------------- |
| Vincenzo Albanese | Hopplà-Petroli Firenze      | Francesco Manuel Bongiorno |                |
| Marco Maronese    | Zalf Euromobil Désirée Fior | Luca Chirico               |                |
| Niccolò Pacinotti | Hopplà-Petroli Firenze      | Sonny Colbrelli            | Bahrain-Merida |
| Luca Wackermann   | Al Nasr Dubaï               | Luca Sterbini              |                |

## Mannschaft
| Teamkader 2017                                  | Teamkader 2017     | Teamkader 2017 | Teamkader 2017                       |
| Name                                            | Geburtsdatum       | Land           | Vorheriges Team                      |
| ----------------------------------------------- | ------------------ | -------------- | ------------------------------------ |
| Vincenzo Albanese                               | 12. November 1996  | Italien        | Hopplà-Petroli Firenze (2016)        |
| Simone Andreetta                                | 30. August 1993    | Italien        | Zalf Euromobil Désirée Fior (2014)   |
| Enrico Barbin                                   | 4. März 1990       | Italien        | Trevigiani Dynamon Bottoli (2012)    |
| Nicola Boem                                     | 27. September 1989 | Italien        | Zalf Euromobil (2012)                |
| Giulio Ciccone                                  | 20. Dezember 1994  | Italien        | Colpack (2015)                       |
| Mirco Maestri                                   | 26. Oktober 1991   | Italien        | General Store Bottoli Zardini (2015) |
| Marco Maronese                                  | 25. Dezember 1994  | Italien        | Zalf Euromobil Désirée Fior (2016)   |
| Niccolò Pacinotti                               | 5. Februar 1995    | Italien        | Hopplà-Petroli Firenze (2016)        |
| Stefano Pirazzi (1. Jan.–19. Mai, Anm.)         | 11. März 1987      | Italien        |                                      |
| Lorenzo Rota                                    | 23. Mai 1995       | Italien        | Unieuro Wilier (2015)                |
| Nicola Ruffoni (1. Jan.–19. Mai, Anm.)          | 14. Dezember 1990  | Italien        | Colpack (2013)                       |
| Paolo Simion                                    | 10. Oktober 1992   | Italien        | Zalf Euromobil Désirée Fior (2013)   |
| Simone Sterbini                                 | 11. Dezember 1993  | Italien        |                                      |
| Alessandro Tonelli                              | 29. Mai 1992       | Italien        | Zalf Euromobil Désirée Fior (2014)   |
| Simone Velasco                                  | 2. Dezember 1995   | Italien        | Zalf Euromobil Désirée Fior (2015)   |
| Luca Wackermann                                 | 13. März 1992      | Italien        | Al Nasr-Dubai (2016)                 |
| Edoardo Zardini                                 | 2. November 1989   | Italien        | Colpack (2012)                       |
| Michael Bresciani (1. Jun.–31. Dez.)            | 20. Dezember 1994  | Italien        |                                      |
| Lorenzo Fortunato (1. Aug.–31. Dez., Stagiaire) | 9. Mai 1996        | Italien        | Hopplà-Petroli Firenze (2016)        |
| Umberto Orsini (1. Aug.–31. Dez., Stagiaire)    | 6. Dezember 1994   | Italien        |                                      |
|                                                 |                    |                |                                      |
| Quellen: ProCyclingStats Cycling Quotient       |                    |                |                                      |

Anmerkung: Stefano Pirazzi, entlassen wegen Doping
Anmerkung: Nicola Ruffoni, entlassen wegen Doping